# Krauseminzöl

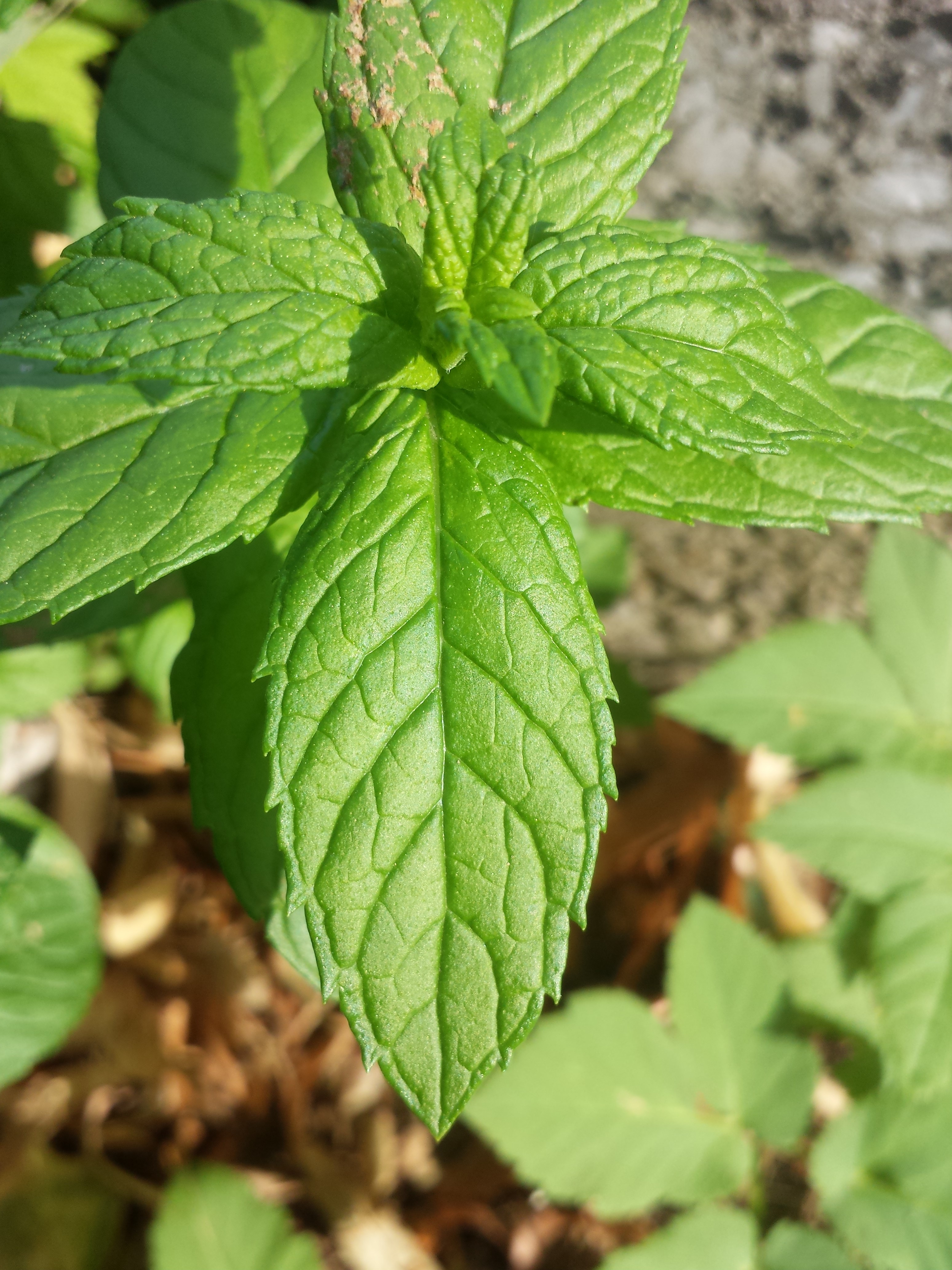
Krauseminzöl wird aus den Blättern der Grünen Minze (Mentha spicata) gewonnen.

Krauseminzöl, auch Krausminzeöl oder Grüne-Minze-Öl, ist ein ätherisches Öl, welches aus der Grünen Minze (Mentha spicata) gewonnen wird und in der Kosmetik, in der Medizin, in Lebensmitteln und als Insektizid verwendet wird.

## Herstellung
Für die Herstellung des Krauseminzöls werden die frischen, oberirdischen Pflanzenteile oder aber auch die gemahlenen getrockneten Blätter der Grünen Minze in einer Clevenger-Apparatur einer Wasserdampfdestillation unterzogen. Das destillierte Öl wird getrocknet (z. B. über wasserfreiem Natriumsulfat) und  filtriert.

Strukturformel von (R)-(−)-Carvon, Hauptbestandteil des Krauseminzöls.

## Zusammensetzung
Das Krauseminzöl besteht hauptsächlich aus (R)-(−)-Carvon (59,5–63,2 %), welches dem Öl seinen charakteristischen Geruch verleiht. Neben dem (R)-(−)-Carvon enthält es noch andere Monoterpene  (9,1–10,4 %, darunter Menthol und Menthon) und auch Sesquiterpene (6,1–8,3 %). Insgesamt sind somit die Hauptbestandteile des Öls Terpene (ca. 80 %). Unter diesen sollen auch das Dihydrocarveolacetat, ferner das Acetat des Dihydrocuminalkohols zusätzlich bedeutsam sein für das charakteristische Aroma.
Zusätzlich enthält das Öl Limonen  (10,4–9,1 %), Borneol (4,8–1,5 %), Linalool (0,7–3,1 %) und 1,8-Cineol (6,4–3,5 %).

## Eigenschaften
Krauseminzöl hat eine antimikrobielle Wirkung. In vitro ist die Wachstumshemmung gegenüber Dermatophyten (z. B. Epidermophyton floccosum und Trichophyton rubrum) hervorzuheben, wo die minimale Hemmkonzentrationen (MHK) um 500 ppm betragen. Auch Hefen, Schimmelpilze und grampositive und -negative Bakterien werden im Wachstum gehemmt.

## Verwendung
Krauseminzöl findet in vielen Bereichen Anwendung.

### Insektizid
Krauseminzöl wird erfolgreich als Larvizid gegen Mücken verwendet. Es handelt sich um eine umweltfreundliche Alternative zu synthetischen Insektiziden. In der Schädlingsbekämpfung wird das Öl außerdem effektiv gegen Motten verwendet.

### Medizin
Traditionell wird Krauseminzöl in der Medizin bei Beschwerden wie Fieber, Kopfschmerzen, Nervosität und Verdauungsstörungen verwendet. Die Verwendung des Öls bei der Behandlung von Gicht und als Antiemetikum wird erforscht.

### Kosmetik
Krauseminzöl wird als Geschmacksstoff („Spearmint“) in Zahnpasta verwendet. Weiterhin kommt es als Duftstoff in Parfüms, Shampoos und Seifen vor.

### Lebensmittel
Das Krauseminzöl wird als Inhaltsstoff zur Aromatisierung von Backwaren, Süßwaren und Getränken verwendet,  ferner als Geschmacksstoff in Kaugummi.

### Pharmazie
Auch zur Aromatisierung von Arzneimitteln (z. B. Schmelztabletten) kommt Krauseminzöl zur Anwendung.